# Elasticità

Molla in risonanza

In fisica, l'elasticità è la proprietà che permette ad un corpo di deformarsi sotto l'azione di una forza esterna e di riacquisire, se le deformazioni non risultano eccessive, la sua forma originale al venir meno della causa sollecitante. Se il corpo, cessata la sollecitazione, riassume esattamente la configurazione iniziale è detto perfettamente elastico.
L'elasticità riguarda sia i corpi solidi che i fluidi. I primi possiedono sia elasticità di forma che di volume, reagiscono cioè elasticamente alle sollecitazioni che tendono a deformare il volume del corpo e a cambiare i suoi angoli; i fluidi invece presentano solo elasticità di volume, in quanto reagiscono elasticamente a una compressione o espansione ma non oppongono resistenza al cambiamento di forma, che dipende dal recipiente.

## Descrizione

Prova di trazione: curva tensione-deformazione. Dal punto 1 al punto 3 si ha comportamento elastico. Dal punto 1 al punto 2 è valida la legge di Hooke (comportamento lineare). Oltre il punto 3, detto limite elastico, si ha comportamento plastico del materiale

La sollecitazione massima che garantisce il comportamento elastico del materiale è detta limite di elasticità e, nel caso venga superata, si entra nella regione di comportamento plastico del pezzo, che consiste nel cedimento o nel flusso del materiale, a seconda che sia fragile o duttile rispettivamente. Il limite di elasticità trattandosi di una tensione interna è misurato in Pascal, ovvero una forza per unità di superficie:
{\displaystyle {\ce {Pa}}={\frac {{\ce {N}}}{{\ce {m^2}}}}={\frac {{\ce {kg.m}}}{{\ce {s^2}}}}\times {\frac {{\ce {1}}}{{\ce {m^2}}}}={\frac {{\ce {kg}}}{{\ce {s^2.m}}}}}
Se il materiale è duttile, ovvero che permette plasticizzazioni, il limite elastico è la tensione di snervamento, mentre nel caso di materiali fragili, che sono privi del campo plastico, il limite elastico è la rottura del materiale.
Il modello matematico più semplice di rappresentazione del comportamento elastico è quello lineare della legge di Hooke (e della legge di Hooke generalizzata nel caso di stati tensionali pluriassiali), che nel caso di stato di sforzo monoassiale, tipico delle prove di trazione, è: {\displaystyle \sigma =E\epsilon } dove {\displaystyle \sigma ={\frac {F}{A_{0}}}} è lo sforzo agente nel provino raffigurato in figura con {\displaystyle F} forza applicata alle sue estremità ed {\displaystyle A_{0}} superficie della sezione trasversale iniziale, {\displaystyle \epsilon ={\frac {\Delta L}{L_{0}}}} la deformazione del provino ovvero il suo allungamento relativo, con {\displaystyle \Delta L=L_{f}-L_{0}}allungamento assoluto del provino, ossia la differenza fra la lunghezza finale {\displaystyle L_{f}} e quella iniziale {\displaystyle L_{0}} ed {\displaystyle E} il modulo di Young (o elastico), che è la costante di proporzionalità fra gli sforzi e le deformazioni in campo elastico.
Tale modello riveste un aspetto fondamentale sia in ambito teorico, per la possibilità di pervenire ad uno studio matematico completo dei problemi formulati, sia in ambito ingegneristico, per la ricaduta che esso ha nella modellazione e risoluzione di problemi di interesse tecnico e scientifico. Altri più complessi modelli matematici di elasticità nonlineare, importanti per la rappresentazione del comportamento delle gomme, fanno riferimento al modello di materiale iperelastico, mentre per mezzi porosi il modello si declina nella poroelasticità.
Lo studio dei corpi solidi elastici è oggetto della teoria dell'elasticità, una branca della meccanica dei solidi.

### Origine atomica del comportamento elastico
Il comportamento elastico dei diversi materiali ha origini microscopiche che si distinguono in base al particolare tipo di materiale. Possiamo parlare infatti di "elasticità entalpica" ed "elasticità entropica".

#### Materiali cristallini
L'elasticità entalpica è caratteristica dei materiali cristallini, e deriva da un fenomeno che avviene a livello atomico. Le proprietà elastiche di questi materiali derivano dal tipo di interazione che si instaura fra i loro atomi costituenti, quando questi sono sottoposti ad un carico esterno. Se tali interazioni determinano un dislocamento degli atomi contenuti, questi, una volta rimosso il carico, riescono a rioccupare la loro posizione iniziale ed il materiale è detto elastico; se perdipiù il dislocamento è sufficientemente piccolo, è garantita la diretta proporzionalità fra deformazione e carico ed è valida pertanto la legge di Hooke.
Il fitto reticolo cristallino di questi materiali permette solamente piccole deformazioni e spostamenti locali, da cui derivano l'alto limite di elasticità ed il grande modulo elastico. Questo comporta la necessità di esercitare elevate tensioni per ottenere deformazioni rilevanti. Nel caso in cui si rimanga al di sotto dello sforzo di snervamento del materiale, il rapporto tra sforzo e deformazione è pari alla costante modulo elastico o modulo di Young, che rappresenta la proporzionalità fra sforzo e deformazione nel campo lineare del materiale, descritta dalla legge di Hooke, e determina la pendenza del tratto rettilineo nel diagramma sforzo-tensione della prova monoassiale rappresentata in figura.
L'elasticità dipende quindi dalla struttura microscopica del materiale e dalle forze di interazione che agiscono fra gli atomi che lo compongono. In particolare va considerata l'energia potenziale esistente tra ogni coppia di atomi, che può essere espressa in funzione della loro distanza. A una certa distanza d0 i due atomi sono in equilibrio, ossia la risultante delle forze di interazione tra i due è nulla. La variazione di tali forze (a causa della sollecitazione esterna) fa variare la distanza reciproca tra le particelle (producendo a livello macroscopico la deformazione del corpo: nel caso di trazione, per esempio, si ha uno "stiramento" dei legami). Per livelli relativamente bassi delle sollecitazioni, il lavoro meccanico necessario viene accumulato come energia elastica, all'interno del materiale, e viene restituito interamente al venir meno della causa sollecitante mentre le particelle ritornano alla loro posizione iniziale (il corpo riacquista la sua forma e dimensioni originarie). L'energia immagazzinata nel materiale è quantificabile dalla seguente relazione: {\displaystyle L=\int _{0}^{\epsilon _{f}}\sigma (\epsilon )d\epsilon } che graficamente è rappresentata dall'area sottesa alla curva tensione-deformazione rappresentata in figura, dove {\displaystyle L} è il lavoro svolto di deformazione, immagazzinato nel materiale come energia elastica, {\displaystyle \sigma (\epsilon )}è l'andamento dello sforzo in funzione della deformazione {\displaystyle \epsilon }, ed {\displaystyle \epsilon _{f}} è la deformazione finale che si raggiunge applicando il carico esterno.
Questo meccanismo è alla base del comportamento elastico macroscopico dei diversi materiali, ma al variare del tipo di materiale, e dunque della struttura microscopica, si delineano comportamenti elastici differenti.

#### Materiali non cristallini
L'elasticità entropica è caratteristica dei materiali polimerici costituiti a livello molecolare da catene; tale elasticità scaturisce da un movimento delle catene da uno stato ad elevata entropia (lo stato più probabile, in cui le catene sono aggrovigliate) a uno stato a bassa entropia (uno stato meno probabile, più ordinato, in cui le catene sono allineate), che avviene durante l'allungamento del materiale.
Materiali polimerici come la gomma, essendo costituiti a livello microscopico da molecole a catena, permettono grandi scorrimenti e deformazioni, e pertanto sono caratterizzati da bassi limiti di elasticità e piccolo modulo di elasticità. Ciò significa che a sforzi e tensioni relativamente bassi corrispondono già deformazioni apprezzabili macroscopicamente, così come punti di snervamento o rottura molto bassi. Questi materiali sono detti elastomeri, con un comportamento cosiddetto ad "alta elasticità" rispetto alla "vera elasticità" dei cristallini. Inoltre, a causa del precoce stiramento delle catene, causato da un ulteriore allungamento quando queste sono già state allineate, gli elastomeri hanno un comportamento elastico non lineare.

#### Materiali cellulari
I materiali cellulari, come il legno, reagiscono in modo differente alla compressione e alla trazione. Grazie alla presenza di cavità nel materiale, la compressione mostra completa rigidità fino a quando le pareti di tali cavità non sono soggette a inflessione elastica, che permette di avere una notevole deformazione senza grande incremento di sforzo. Tali deformazioni inoltre, sono in gran parte recuperabili, ma una volta avvenute riportano il corpo a uno stato di rigidità, essendosi annullate le cavità. D'altra parte, queste non hanno la stessa influenza sulla trazione, che non permette la flessione elastica delle pareti nello stesso modo.

## Elasticità lineare del continuo

### Deformazioni
Per studiarne il comportamento se sottoposti a sforzo, i materiali possono essere modellati come privi di struttura interna e costituiti da un continuo solido. Rappresentando il corpo in un sistema di riferimento cartesiano, si può indicare la posizione di ogni suo punto tramite il vettore posizione: {\displaystyle \mathbf {x} =(x_{1},x_{2},x_{3})}ed il loro spostamento con il vettore {\displaystyle \mathbf {u} =(u_{1},u_{2},u_{3})}. Il vettore spostamento descrive come si deforma il corpo sotto carico, infatti: {\displaystyle dl={\sqrt {dx_{1}^{2}+dx_{2}^{2}+dx_{3}^{2}}}}  è la distanza cartesiana fra due punti del corpo e {\displaystyle dl'={\sqrt {(dx_{1}+du_{1})^{2}+(dx_{2}+du_{2})^{2}+(dx_{3}+du_{3})^{2}}}}è la stessa distanza dopo che il corpo si sia deformato ed è chiaramente funzione di {\displaystyle \mathbf {u} }. Si introduce la grandezza {\displaystyle \epsilon _{ij}={\frac {1}{2}}\left({\frac {\partial u_{i}}{\partial x_{j}}}+{\frac {\partial u_{j}}{\partial x_{i}}}\right)} detta deformazione, che al variare di {\displaystyle i,j=1,2,3} forma un tensore di rango 2, detto tensore delle deformazioni: {\displaystyle {\begin{pmatrix}\epsilon _{11}&\epsilon _{12}&\epsilon _{13}\\\epsilon _{21}&\epsilon _{22}&\epsilon _{23}\\\epsilon _{31}&\epsilon _{32}&\epsilon _{33}\end{pmatrix}}}dove i termini diagonali {\displaystyle \epsilon _{ii}}con {\displaystyle i=1,2,3} sono dette deformazioni normali e descrivono gli allungamenti o le contrazioni, le restanti {\displaystyle \epsilon _{ij}}con {\displaystyle i\neq j} sono detti scorrimenti e descrivono la variazione di forma, quindi degli angoli, rispetto al riferimento cartesiano.

Tetraedro di Cauchy

### Sforzi
Lo stato di sforzo è generalmente, e nella maggior parte dei casi, tridimensionale. Per studiarlo si sfrutta il Teorema di Cauchy ponendo una terna cartesiana sul punto {\displaystyle O} sotto studio e tagliando il corpo con un piano inclinato di normale {\displaystyle {\textbf {n}}} a distanza infinitesima {\displaystyle h} da {\displaystyle O}, che individua insieme ai tre piani di riferimento un tetraedro, detto di Cauchy, rappresentato in figura. La faccia di normale {\displaystyle {\textbf {n}}}ha superficie pari a {\displaystyle dA}, mentre le altre, di normale {\displaystyle x}{\displaystyle y}e {\displaystyle z}, hanno superficie rispettivamente pari a {\displaystyle n_{x}dA=dA_{1}}, {\displaystyle n_{y}dA=dA_{2}}e {\displaystyle n_{z}dA=dA_{3}}dove {\displaystyle n_{x}}, {\displaystyle n_{y}}e {\displaystyle n_{z}}sono i coseni direttori di {\displaystyle {\textbf {n}}}. Il generico sforzo agente sul piano di normale {\displaystyle {\textbf {n}}} è {\displaystyle \mathbf {T^{(n)}} }, e sulle altre facce {\displaystyle \mathbf {T^{(e_{1})}} }, {\displaystyle \mathbf {T^{(e_{2})}} } e {\displaystyle \mathbf {T^{(e_{3})}} }, che per convenzione sono considerati positivi se entranti e quindi il meno sta ad indicare che sono uscenti dal volume infinitesimo. Per studiare il generico stato di sforzo {\displaystyle \mathbf {T^{(n)}} }di un punto appartenente al corpo basta imporre l'equilibrio statico nel tetraedro (I equazione cardinale della statica):
{\displaystyle \mathbf {T^{(n)}} dA-\mathbf {T^{(e_{1})}} dA_{1}-\mathbf {T^{(e_{2})}} dA_{2}-\mathbf {T^{(e_{3})}} dA_{3}=0}
che nel caso siano noti i tre vettori  {\displaystyle \mathbf {T^{(e_{1})}} }, {\displaystyle \mathbf {T^{(e_{2})}} } e {\displaystyle \mathbf {T^{(e_{3})}} }si può determinare lo sforzo {\displaystyle \mathbf {T^{(n)}} }in qualsiasi punto del corpo.
Si possono ora proiettare tutti e tre i vettori {\displaystyle \mathbf {T^{(e_{1})}} }, {\displaystyle \mathbf {T^{(e_{2})}} } e {\displaystyle \mathbf {T^{(e_{3})}} }nelle tre direzioni {\displaystyle x_{1}}, {\displaystyle x_{2}}e {\displaystyle x_{3}}ed il vettore {\displaystyle \mathbf {T^{(n)}} }nella direzione normale e tangenziale del piano di normale {\displaystyle {\textbf {n}}}, ottenendo:
{\displaystyle \mathbf {T^{(n)}} \cdot \mathbf {n} =\sigma _{n}\quad \mathbf {T^{(n)}} \cdot \mathbf {t} =\tau _{n}}
{\displaystyle \mathbf {T^{(e_{1})}} ={\begin{pmatrix}\sigma _{11}&\sigma _{12}&\sigma _{13}\end{pmatrix}}\quad \mathbf {T^{(e_{2})}} ={\begin{pmatrix}\sigma _{21}&\sigma _{22}&\sigma _{23}\end{pmatrix}}\quad \mathbf {T^{(e_{3})}} ={\begin{pmatrix}\sigma _{31}&\sigma _{32}&\sigma _{33}\end{pmatrix}}}
dove due delle tre componenti saranno tangenziali alla faccia di applicazione dello sforzo e la rimanente sarà normale alla faccia. Si compone infine il tensore degli sforzi, che descrive il generico stato di sforzo:
{\displaystyle \sigma _{ij}={\begin{pmatrix}{\displaystyle \mathbf {T^{(e_{1})}} }\\{\displaystyle \mathbf {T^{(e_{2})}} }\\{\displaystyle \mathbf {T^{(e_{3})}} }\end{pmatrix}}={\begin{pmatrix}\sigma _{11}&\sigma _{12}&\sigma _{13}\\\sigma _{21}&\sigma _{22}&\sigma _{23}\\\sigma _{31}&\sigma _{32}&\sigma _{33}\end{pmatrix}}}

### Densità di energia di deformazione
La densità di energia di deformazione è l'energia elastica immagazzinata dal materiale per unità di volume, e vale la relazione: {\displaystyle \operatorname {d} U=\sigma _{ij}d\epsilon _{ij}}ovvero l'incremento della densità di energia di deformazione {\displaystyle U}è pari al lavoro svolto dagli sforzi {\displaystyle \sigma _{ij}}per alterare le deformazioni {\displaystyle \epsilon _{ij}}. Si ricava allora che: {\displaystyle \sigma _{ij}={\partial U \over \partial \epsilon _{ij}}}.
La relazione {\displaystyle \operatorname {d} U=\sigma _{ij}d\epsilon _{ij}} può essere sviluppata in serie con Taylor nell'intorno di {\displaystyle U_{0}=0} nel caso di solido lineare e di stato iniziale scarico ed indeformato, ovvero con {\displaystyle \epsilon _{ij,0}=\sigma _{ij,0}=0}, ottenendo:
{\displaystyle U={\frac {1}{2}}\sum _{ijkl}c_{ijkl}\epsilon _{ij}\epsilon _{kl}} alla quale se applichiamo {\displaystyle \sigma _{ij}={\partial U \over \partial \epsilon _{ij}}} otteniamo la legge di Hooke generalizzata: {\displaystyle \sigma _{ij}=\sum _{kl}c_{ijkl}\epsilon _{kl}} che nel caso di materiale isotropo diviene:
{\displaystyle {\begin{pmatrix}\sigma _{11}\\\sigma _{22}\\\sigma _{33}\\\sigma _{23}\\\sigma _{31}\\\sigma _{12}\end{pmatrix}}={\frac {E}{(1+\nu )(1-2\nu )}}{\begin{pmatrix}1-\nu &\nu &\nu &0&0&0\\\nu &1-\nu &\nu &0&0&0\\\nu &\nu &1-\nu &0&0&0\\0&0&0&1-2\nu &0&0\\0&0&0&0&1-2\nu &0\\0&0&0&0&0&1-2\nu \end{pmatrix}}{\begin{pmatrix}\epsilon _{11}\\\epsilon _{22}\\\epsilon _{33}\\\epsilon _{23}\\\epsilon _{31}\\\epsilon _{12}\end{pmatrix}}}
dove {\displaystyle E} è il modulo elastico e {\displaystyle \nu } è il coefficiente di Poisson.